# Poirieria nuttingi
Poirieria nuttingi är en snäckart som först beskrevs av Dall 1896.  Poirieria nuttingi ingår i släktet Poirieria och familjen purpursnäckor. Inga underarter finns listade i Catalogue of Life.